# Roberto Pazzi
Œuvres principales
Conclave
Roberto Pazzi, né à Ameglia (Ligurie) le 18 août 1946 et mort à Ferrare (Émilie-Romagne) le 2 décembre 2023, est un poète, écrivain et journaliste italien. Ses œuvres sont traduites en vingt-six langues. Il est reconnu pour sa poésie et ses romans. Son premier roman, Cercando l'Imperatore (1985) a reçu plusieurs prix internationaux. Il a une carrière prolifique de romans historiques et aussi contemporains.

## Biographie

### Enfance et formation
Roberto Pazzi naît le 18 août 1946 à Ameglia, une petite commune de Ligurie, en Italie. Pazzi a fréquenté le Liceo Arostio à Ferrare avant d'étudier les classiques à l'Université de Bologne, où il a écrit une thèse sur l'esthétique de la poétique d'Umberto Saba

### Enseignement
Il enseigne l'anthropologie culturelle et la philosophie de l'histoire dans les lycées et à l'Université de Ferrare. Il enseigne également la sociologie et la sociologie de l'art et de la littérature à Urbino. En 2014, il crée l'école d'écriture créative Itaca à Ferrare.

### Journalisme
En tant que journaliste, il commence à écrire pour le Corriere della Sera en 1985 : une collaboration de douze ans (jusqu'en 1997). Par la suite, Roberto Pazzi a commencé à écrire pour il Resto del Carlino, La Nazione et Il Giorno ainsi que pour le New York Times.

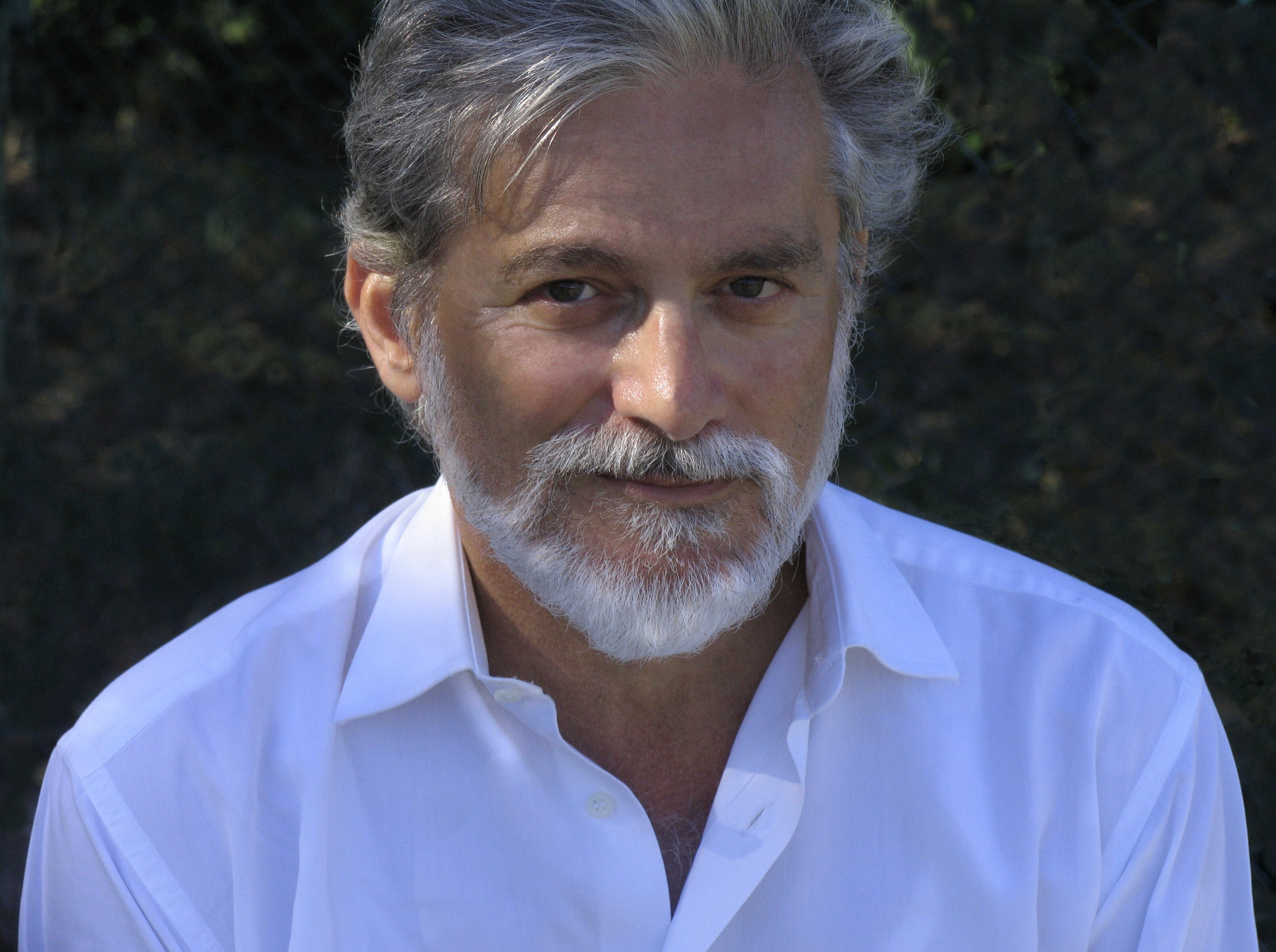
Roberto Pazzi en 2005.

### Carrière d’écrivain

#### Poésie
Ses premiers poèmes apparaissent dans une anthologie de poésie dans le magazine Arte e poesia en 1970. 
Ses recueils de poésie sont : L'esperienza anteriore (I dispari, 1973), Versi occidentali (Rebellato 1976), Il re, le parole (Lacaita, 1980), Calma di vento (Garzanti, 1987), Il filo delle bugie (Corbo, 1994), La gravità dei corpi (Palomar 1998) et Talismani (Marietti 2003).

#### Roman
Pazzi publie son premier roman Cercando l'Imperatore en 1985. Le roman est traduit en 12 langues et remport le Premio Bergamo[réf. nécessaire]. 
Il poursuit avec divers romans historiques : La princesse e il drago (1986), La malattia del tempo (1987), Vangelo di Giuda (1989) et La stanza sull'acqua (1991).
Avec Le città del dottor Malaguti (1993), il déplace ses romans dans le cadre contemporain de la ville où vit le narrateur du livre, Ferrare [réf. nécessaire].
Après cela, il écrit Incerti di viaggio (1996), Domani sarò re (1997), La città volante (1999), Conclave (2001), L'erede (2002), Il degli signore occhi (2004), L'ombra del padre (2005), Qualcuno mi insegue (2007), Le forbici di Solingen (2007), Dopo primavera (2008), et Mi spiacerà morire per non vederti più (2010).

### Décès
Roberto Pazzi est décédé le 2 décembre 2023 à Ferrare, à l'âge de 77 ans, après avoir été hospitalisé depuis le 24 novembre.

## Prix et récompenses
Roberto Pazzi obtient les prix :
- Prix Selezione Campiello (1985)
- Prix de Bergame (1985)
- Prix Hemingway (1985)
- Prix Maria Cristina (1986)
- Prix Lerici Pea (1986)
- Prix Piombino (1986)
- Prix Librex Guggenheim « Eugenio Montale » (1987) pour Calme de vent[9]
- Prix Rhegium Julii (1987)
- Prix Super Grinzane Cavour (1990)
- Prix Castiglioncello (1993)
- Del tascabile Prize (1994)
- Prix Valsassina (1994)
- Prix Selezione Campiello (1996)
- Prix Penne (1996)
- Prix Calliope (1998)
- Prix Frascati (1998)
- Prix Miscia Lanciano (2000)
- Prix Zerilli-Marimò pour la fiction italienne (2001) pour Conclave
- Prix Flaiano (2001)
- Prix Scanno (2001)
- Prix Comisso (2001)
- Prix Stresa 2001, pour Conclave
- Prix Rapolano Terme (2001)
- Prix Maria Cristina (2004)
- Prix Recanati (2006)
- Prix Procida Elsa Morante (2006)
- Prix Scalea (2007)
- Prix Bigiaretti (2007)
- Prix Giorgio La Pira (2008)

## Œuvres traduites en français
- Sur les traces de l’empereur [« Cercando l'imperatore »], trad. de Sonia Schoonejans, Paris, Éditions Grasset et Fasquelle, 1988, 248 p.  (ISBN 2-246-38411-7)
- La Princesse et le Dragon [« La Principessa e il drago »], trad. de Myriem Bouzaher, Paris, Éditions Grasset et Fasquelle, 1989, 229 p.  (ISBN 2-246-38761-2)
- La Maladie du temps [« La Malattia del tempo »], trad. de Myriem Bouzaher, Paris, Éditions Grasset et Fasquelle, 1990, 203 p.  (ISBN 2-246-40871-7)
- Évangile de Judas [« Vangelo di Giuda »], trad. de Michel Orcel, Paris, Éditions Grasset et Fasquelle, 1992, 253 p.  (ISBN 2-246-43111-5)
- Calme de vent [« Calma di vento »], poèmes, trad. de Monique Baccelli, Paris, Éditions de La Différence, coll. « Littérature », 1992, 177 p.  (ISBN 2-7291-0856-4)
- Conclave [« Conclave »], trad. de Catherine Pierre-Bon, Paris, Éditions Anne Carrière, coll. « Littérature étrangère », 2005, 372 p.  (ISBN 2-84337-308-5)
- L’Ombre du père [«  L'ombra del padre »], trad. de Catherine Pierre-Bon, Paris, Éditions Anne Carrière, coll. « Littérature étrangère », 2006, 311 p.  (ISBN 2-84337-400-6)

### Poésie
- L'expérience anteriore, I Dispari (1973)
- Versi occidentali, Rebellato (1976)
- Il re, le parole, Lacaita (1980)
- Calma di vento Garzanti (1987)
- Il filo delle bugie, Corbo (1994)
- La gravità dei corpi, Palomar (1998)
- Talismani, Marietti (2003)
- Felicità di perdersi, Barbera (2013)
- Un giorno senza sera, La Nave di Teseo (2020)

### Romans
- Cercando l'Imperatore, Marietti (1985)
- La princesse e il drago, Garzanti (1986)
- La malattia del tempo, Marietti (1987)
- Vangelo di Giuda, Garzanti (1989)
- La stanza sull'acqua, Garzanti (1991)
- Le città del dottor Malaguti, Garzanti (1993)
- Incerti di viaggio, Longanesi (1996)
- Domani sarò Re, Longanesi (1997)
- La città volante, Baldini e Castoldi (1999)
- Conclave, Frassinelli (2001)
- L'erede, Frassinelli (2002)
- Il signore degli occhi, Frassinelli (2004)
- L'ombra del padre, Frassinelli (2005)
- Qualcuno mi insegue, Frassinelli (2007)
- Le forbici di Solingen, Corbo (2007)
- Dopo primavera, Frassinelli (2008)
- Mi spiacerà morire per non vederti più, Corbo (2010)
- D'amore non esistono peccati, Barbera (2012)
- La transparence del buio, Bompiani (2014)
- La stanza sull'acqua, I Grandi Tascabili Bompiani (2012)
- Lazzaro, Bompiani (2017)
- Verso Sant'Elena, Bompiani (2019)
- Hôtel Padreterno, La Nave di Teseo (2021)
- La stanza sull'acqua, i Delfini, La Nave di Teseo (2022)